# Superman 2: The Richard Donner Cut
Série Superman
Superman
(1978) Superman 3
(1983)
Pour plus de détails, voir Fiche technique et Distribution.
Superman II: The Richard Donner Cut est un film de science-fiction et de super-héros américano-britannique réalisé par Richard Donner, sorti directement en vidéo en 2006.
Il s'agit d'une version alternative du Superman 2 (1980) de Richard Lester.
Réalisateur du premier Superman (1978), Richard Donner avait été évincé du tournage du second film. Sous la pression de nombreux fans, il est finalement autorisé à présenter sa propre version. Moins humoristique, elle comprend de nombreuses images inédites et des prises alternatives.

## Synopsis
Lorsque Superman a réussi à neutraliser un des missiles de Lex Luthor, il l'a envoyé dans l'espace. Mais ce missile va accidentellement libérer trois kryptoniens retenus dans une plate-forme d'exil : le Général Zod, Ursa et Non.
Lois Lane réussit à prouver que Clark Kent est Superman en lui tirant dessus avec un revolver. Il décide alors de se montrer à elle sous son vrai visage et de se laisser aller à ses sentiments, allant jusqu'à annihiler ses propres pouvoirs, devenant pour de bon un être humain normal en utilisant une cage à rayons de soleil kryptonnien.
Dans le même temps, les trois kryptoniens rebelles sont arrivés sur Terre et ont forcé le président des USA à abdiquer en leur faveur ; ce qu'il fait non sans appeler Superman à l'aide. Clark se rend compte qu'il a fait une erreur. Il se rend donc dans sa Forteresse de la Solitude, délabrée, pour contacter son père, Jor-El. Il parvient à faire réapparaitre l'hologramme à intelligence artificielle de son père. Sitôt réapparu, Jor-El affirme qu'il s'attendait à ce que Clark regrette son choix de perdre des pouvoirs. Jor-El ajoute qu'il peut cependant les restaurer, mais au prix de tout son propre savoir mis dans le cristal. Superman ne pourra donc plus jamais revoir son père biologique. Jor-El lui dit « Le fils devient le père, le père devient le fils ». L'hologramme infuse son énergie en Clark, lui permettant ainsi de redevenir Superman.
Durant le duel kryptonien en plein Metropolis, Zod frappe Superman en plein vol, l'envoyant s'écraser contre le flambeau de la statue de la Liberté. Il finit toutefois par vaincre les trois rebelles en réactivant la cage à rayons de soleil rouge mais en l'ayant mise en sens inversé, la cage émettant les rayons vers l'extérieur tandis que lui reste protégé à l'intérieur.
Superman détruit la Forteresse de la Solitude en disant une dernière fois adieu à son père. Pour éviter que Lois Lane ne révèle un jour sa véritable identité, Superman change le cours de l'histoire en faisant tourner la Terre en sens inverse, supprimant de cette manière tous les événements produits par Zod et les Kryptoniens.

## Fiche technique
Sauf indication contraire, les informations mentionnées dans cette section peuvent être confirmées par la base de données cinématographiques IMDb,  présente dans la section « Liens externes ».
- Titre original : Superman II: The Richard Donner Cut
- Réalisation : Richard Donner, avec la participation non créditée de Richard Lester
- Scénario : Mario Puzo, David Newman et Leslie Newman, avec la participation non créditée de Tom Mankiewicz, d'après une histoire de Mario Puzo, d'après les personnages créés par Joe Shuster et Jerry Siegel
- Musique : John Williams
- Décors : Peter Murton
- Photographie : Geoffrey Unsworth[Note 1]
- Son : Gregory H. Watkins, Kelly Cabral, Tim LeBlanc
- Montage : John Victor-Smith (monteur du film d'origine), Stuart Baird et Michael Thau
- Production : Pierre Spengler et Michael Thau
  - Production déléguée : Ilya Salkind
  - Coproduction : Derek Hoffman
- Sociétés de production[3] : Warner Bros.
- Société de distribution : Warner Home Video (États-Unis DVD et HD DVD) ; HBO Max (États-Unis VOD) ; Warner Bros.
- Budget : 54 millions de $ (estimation)[4],[Note 2]
- Pays de production :  États-Unis,  Royaume-Uni
- Langues originales : anglais, russe
- Format[5] : couleur (Technicolor) - 35 mm - 2,39:1 (Cinémascope) - son DTS | Dolby Digital | SDDS
- Genre : science-fiction, aventures, action, romance, super-héros
- Durée : 116 minutes
- Dates de sortie[6] :
  - Royaume-Uni : 2 novembre 2006 (sortie limitée)
  - États-Unis : 28 novembre 2006 (sortie directement en DVD)
- Classification[7] :
  - États-Unis : des scènes peuvent heurter les enfants - accord parental souhaitable (PG - Parental Guidance Suggested)[Note 3]
  - Royaume-Uni : pour un public de 8 ans et plus - accord parental souhaitable (PG - Parental Guidance)[8]

## Distribution
- Christopher Reeve : Superman / Clark Kent / Kal-El
- Gene Hackman : Lex Luthor
- Marlon Brando : Jor-El
- Margot Kidder : Lois Lane
- Terence Stamp : Général Zod
- E. G. Marshall : le président des États-Unis
- Marc McClure : Jimmy Olsen
- Sarah Douglas : Ursa
- Jack O'Halloran : Non
- Pepper Martin : Rocky, le client du Fast Food

## Production

### Genèse
Quand il développe le premier Superman, Richard Donner prévoit de réaliser plusieurs films, aussi épiques que les bandes dessinées d'origine. Mario Puzo écrit alors un scénario assez dense, qui nécessite deux films. C'est pourquoi Richard Donner décide de tourner des séquences pour Superman 2 pendant le tournage du premier film.
75 % des scènes de Superman 2 sont déjà filmées lorsque, à la suite de nombreux désaccords, Richard Donner est remplacé par Richard Lester après la sortie du premier film. Lester retourne de nombreuses scènes en appuyant le côté humoristique du film.
À la suite d'un désaccord sur sa rétribution, Marlon Brando décide de se retirer du projet et exige que l'on enlève toutes ses scènes du film, récoltant au passage beaucoup d'argent avec un procès gagné à ce sujet. Cela engendre de grandes failles scénaristiques.
Des années plus tard, sous la pression de nombreux fans, la Warner autorise Richard Donner à remonter le film, d'après sa propre vision. Cette version, intitulée Superman II: The Richard Donner Cut, sort en vidéo en 2006. Richard Donner conserve quelques scènes du Superman 2 de Richard Lester mais utilise surtout de nombreuses images inédites, des prises alternatives et des essais de caméra conservés par la Warner. La trajectoire de ce nouveau film est plus tard comparée à celle de Zack Snyder's Justice League.
Entre 2001 et 2005, Marlon Brando, par le biais de ses avocats, va discuter, et négocier, avec Richard Donner, pour que ses scènes filmées apparaissent dans le film qui sortira en 2006. Marlon Brando décèdera en juillet 2004, et ses ayants droit vont poursuivre le final des négociations.

## Distinctions
Entre 2006 et 2012, le film Superman II : The Richard Donner Cut a été sélectionné 5 fois dans diverses catégories et a remporté 4 récompenses.

### Récompenses
- Prix Satellites 2006 : Prix Satellite du Meilleur ensemble de DVD (Superman Ultimate Collector's Edition).
- Société des critiques de cinéma de Las Vegas 2006 : Prix Sierra du Meilleur DVD (The Superman Ultimate Collectors Edition).
- Académie des films de science-fiction, fantastique et d'horreur - Prix Saturn 2007 :
  - Prix Saturn de la Meilleure collection DVD (The Richard Donner Cut release).
  - Prix Saturn de la Meilleure édition spéciale de DVD pour Richard Donner, Tom Mankiewicz, Michael Thau et Warner Bros..

### Nominations
- Académie des films de science-fiction, fantastique et d'horreur - Prix Saturn 2012 :
  - Meilleure collection DVD (Superman: The Motion Picture Anthology (1978-2006)).